# Palliser-Dreieck
Das Palliser-Dreieck (englisch Palliser's Triangle) in Kanada ist eine geographische Region im Süden von Saskatchewan und Alberta. Das Dreieck erstreckt sich von Red Deer im Norden bis zur Grenze zu den USA im Süden. Es ist nach John Palliser benannt, dessen British North American Exploring Expedition (Palliser-Expedition) zwischen 1857 und 1861 den kanadischen Westen kartographierte.

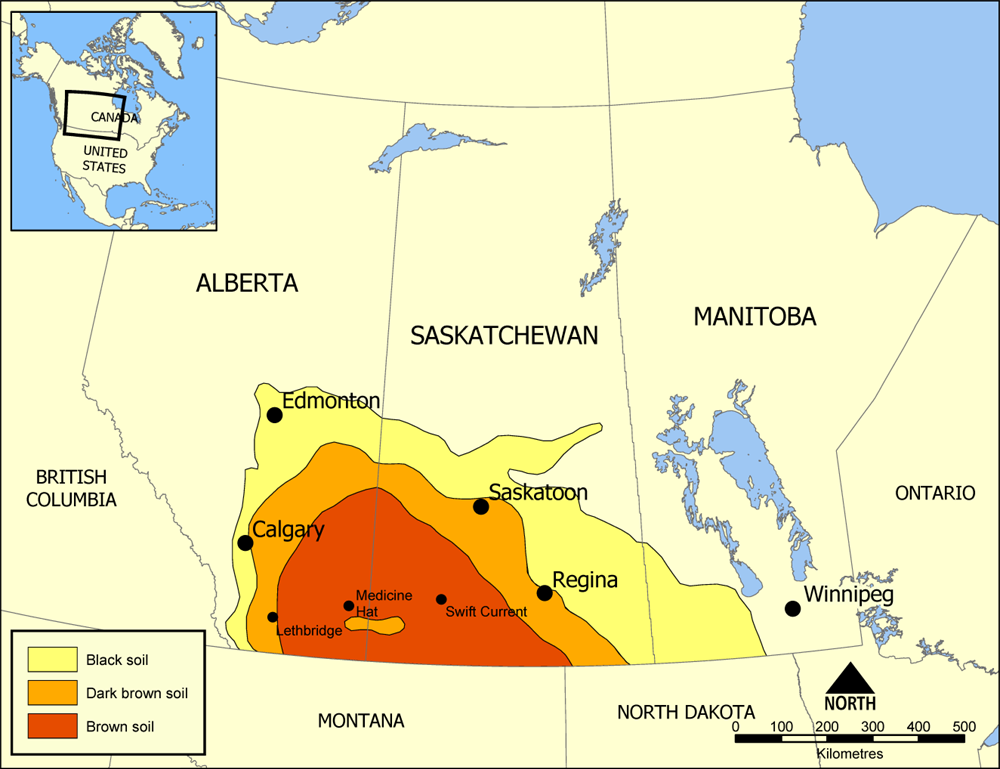
Palliser-Dreieck

Als Palliser das Gebiet entdeckte, war es weitgehend trocken und völlig baumlos. Er meinte, dass das Gebiet für die Landwirtschaft ungeeignet sei. Ein paar Jahre später behauptete jedoch der Regierungsbeamte John Macoun, das Land sei für den Anbau von Weizen durchaus geeignet und überzeugte Immigranten, sich hier niederzulassen. Das Dreieck wurde schließlich zu Beginn des 20. Jahrhunderts besiedelt.
Eine Zeit lang waren die Erträge gut, doch die Kombination von Dürreperioden und rückständigen landwirtschaftlichen Methoden führte in den 1930er Jahren zu starker Erosion und vermehrten Sandstürmen, die als Dust Bowl bekannt wurden. Erst dank der Einführung moderner Anbaumethoden und zahlreichen regenreichen Jahren konnte sich die Landwirtschaft wieder etablieren. Bis heute ist die Landwirtschaft jedoch eine höchst unsichere Sache geblieben, und die Farmer sind oft auf hohe Subventionen angewiesen, um Dürreperioden überstehen zu können. Lokal gibt es jedoch Regionen wie beispielsweise die Regina-Plains, die durch hervorragende Eignung für den Ackerbau gekennzeichnet sind.